# Jakub Moczulski
Jakub Zawialicz Moczulski herbu Cholewa – podsędek żytomierski w latach 1779–1794, wojski większy żytomierski w latach 1770–1779, regens grodzki owrucki.
Był komisarzem Sejmu Czteroletniego z powiatu żytomierskiego województwa kijowskiego do szacowania intrat dóbr ziemskich w 1789 roku.